# Hörnerhaube

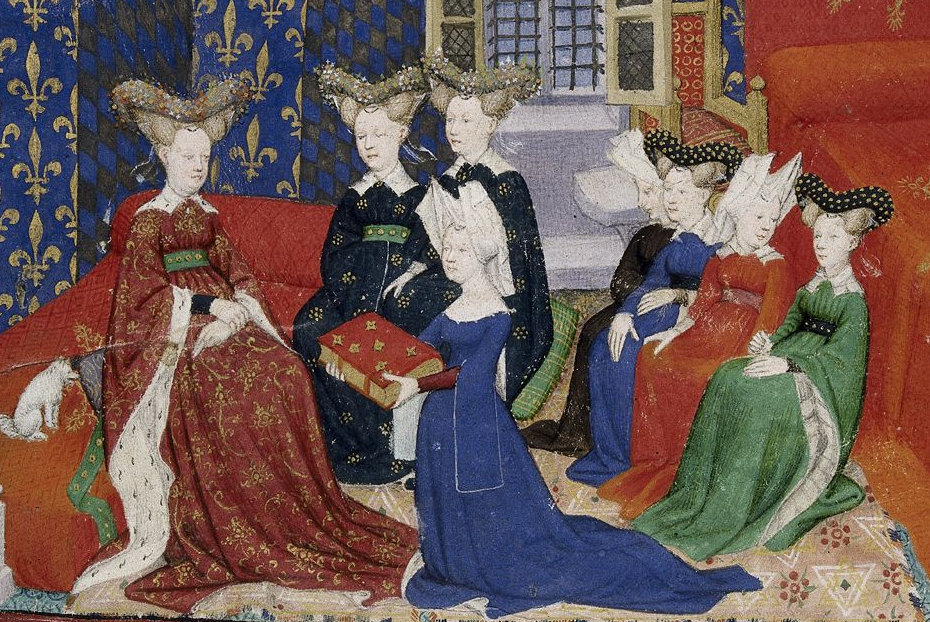
Christine de Pizan (Mitte) mit weißer Hörnerhaube, Königin Isabeau (links) mit Hörnerhaube mit Wulst, Buchmalerei, ca. 1410–1414.

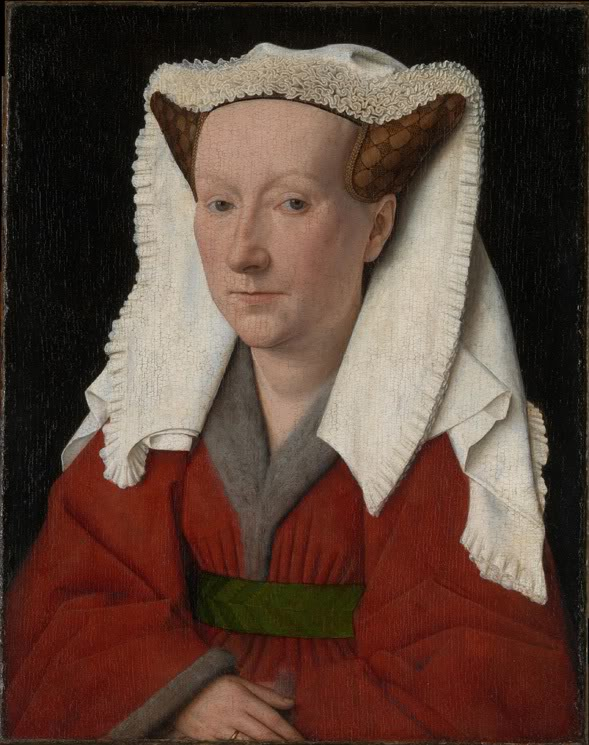
Margaret van Eyck mit einer Hörnerhaube, über die ein Kruseler gelegt ist, 1439, gemalt von Jan van Eyck.

Die Hörnerhaube, auch Doppelhennin, war eine Damenkopfbedeckung des Spätmittelalters. 
Sie war in Frankreich, Burgund, England und Deutschland anzutreffen und wurde in der Zeit von etwa 1370/80 bis 1460 getragen. Gemeinsam mit dem Kruseler war sie in der zeitgenössischen Kunst die am häufigsten dargestellte Damenkopfbedeckung.

## Geschichte
Sie entwickelte sich ab der zweiten Hälfte des 14. Jahrhunderts aus den metallenen oder textilen Atours, die der Verkleidung der seitlich an den Schläfen oder über den Ohren befindlichen Haarschnecken oder Zöpfen dienten. Als weiterer Vorläufer gilt die turbanförmige Wulsthaube. Die erste Entwicklungsstufe der Hörnerhaube bildeten waagerecht vom Kopf abstehende, oben abgeflachte Kegelstümpfe, die vermutlich aus einem perlen- oder juwelenverzierten Drahtgitter bestanden. Sie wurden von einem Stirnreifen gehalten. Darüber wurde ein Schleier oder ein Kruseler drapiert. Um 1400 verschwanden diese Körbchen zugunsten abgerundeter Kegel, die auf den Abbildungen mit einer gitterförmigen Struktur überzogen zu sein scheinen. Diese Kopfbedeckung wurde im Englischen als reticulated headdress bezeichnet und ist dem höfischen Milieu zuzuordnen.
Die eigentliche Hörnerhaube war in unterschiedlicher Form und Ausstattung hingegen im Höfischen wie im Bürgerlichen anzutreffen. Sie hatte die Form von zwei steileren oder flacheren hörnerartigen Kegeln. Die Festigung erfolgte durch unterschiedliche Weise: Entweder mit Hilfe eines steifen, runden Wulstes, dann wurde die Kopfbedeckung auch Wulsthaube genannt, oder einem Haarnetz. Über die Hörner konnte die Huve gelegt werden, ein loser Schleier, der über den Rücken fiel. Vor allem wenn die Hörnerhaube mit einem Wulst kombiniert wurde, fehlte dieser oft oder hing lose hinten herab.
Am weitesten, auch im höfischen Milieu, verbreitet war die einfache Hörnerhaube. Sie bestand im Kern aus zwei schräg nach außenstehenden Haarkegeln. Auf vorhandenen Abbildungen ist kein dickfädiges Netz oder Drahtgitter zu sehen, es existierte daher vermutlich ein feinfädiges Netz aus dünnem Seidengarn, welches die Haare hielt. Über die Kegel konnte ein rechteckiges undurchsichtiges weißes Tuch gelegt und mit Nadeln festgesteckt werden, bevor man auf die ganze Konstruktion einen weißen durchsichtigen Schleier, welcher ebenfalls mit Nadeln festgesteckt wurde.
Viele Frauen nutzten fremdes Haar, um die zum Teil sehr ausladenden Hörner zustande zu bringen. Die exakte Konstruktion bleibt hier unklar, vermutlich wurden jedoch kegelförmige Polster verwendet, bevor das eigene oder fremde Haar mit einem Netz oder einer kegelförmigen Stoffhülle überzogen wurde. Die Nutzung von fremdem Haar wurde allerdings von Predigern verdammt, welche den Frauen vorwarfen, sich mit dem Haar toter Frauen zu schmücken, die vielleicht schon in der Hölle seien.

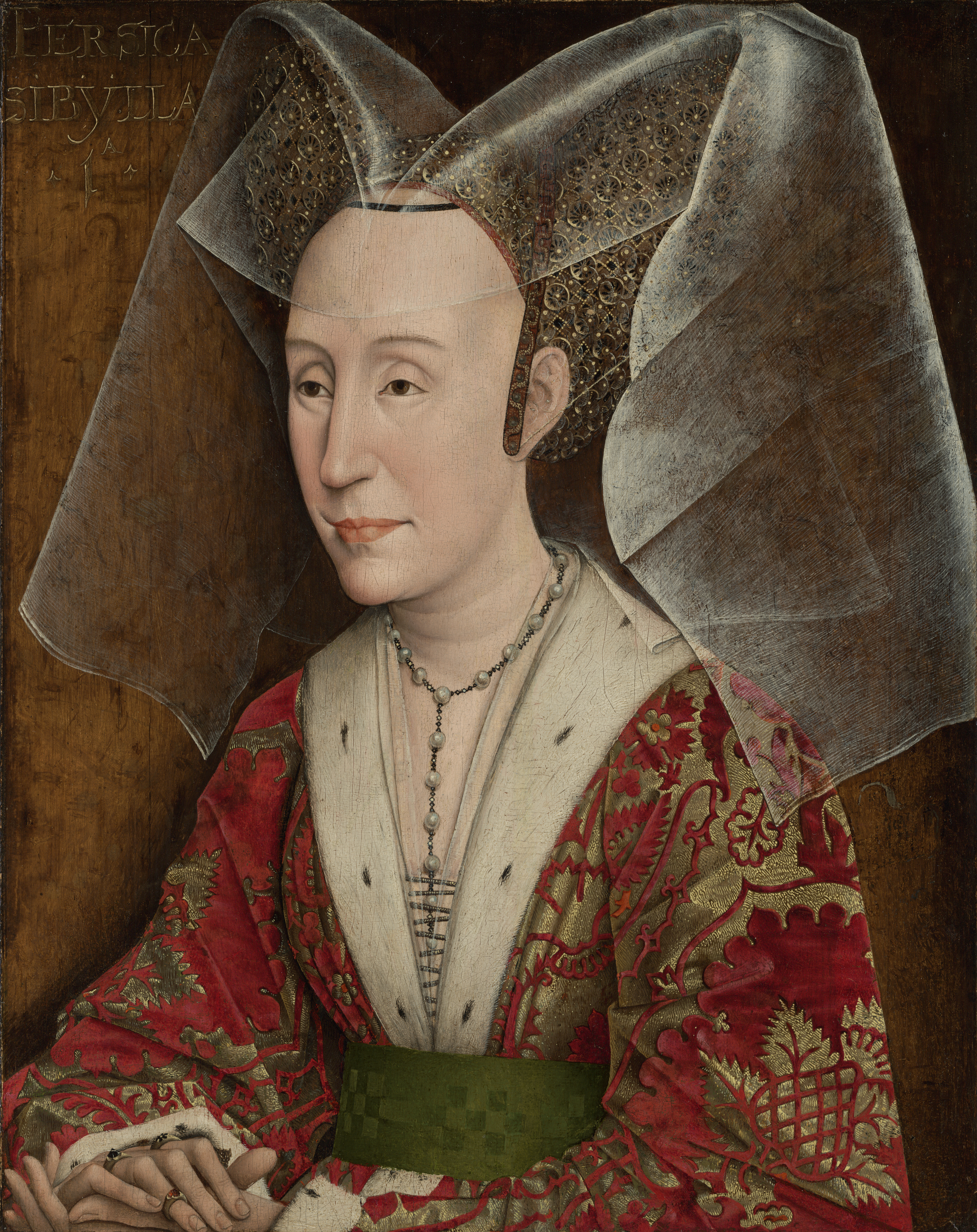
Isabella von Portugal mit Hörnerhaube und Huve, 1450er Jahre, gemalt von der Werkstatt des Rogier van der Weyden.

Eine weitere Form der Hörnerhaube entwickelte sich aus einem reifenförmigen Wulst. Die Haarkegel wurden von einem undurchsichtigen Netz gehalten. Darüber wurde ein dicker, in der Mitte eingebuchteter Wulst getragen. In dem Maß wie bei diesen Modellen der hörnerartige Unterbau höher und steiler wurde, verstärkte sich auch der Knick in der Längsachse der Hörnerhaube. Bei manchen Modellen liefen die beiden Halbreifen des Wulstes über der Stirn stumpf und im Nacken spitz zusammen, weshalb diese Kopfbedeckungen im Englischen als heartshaped headdress bezeichnet wurden. 
In Italien wurde die Sella getragen, ebenfalls eine Variante der Hörnerhaube.
Die Hörnerhaube wurde ab etwa 1440 nach und nach vom spitz- oder stumpfkegeligen Hennin verdrängt. Sie kam aber bis um 1460 noch vereinzelt auf Porträts und Buchminiaturen vor.